# 卡拉斯科县

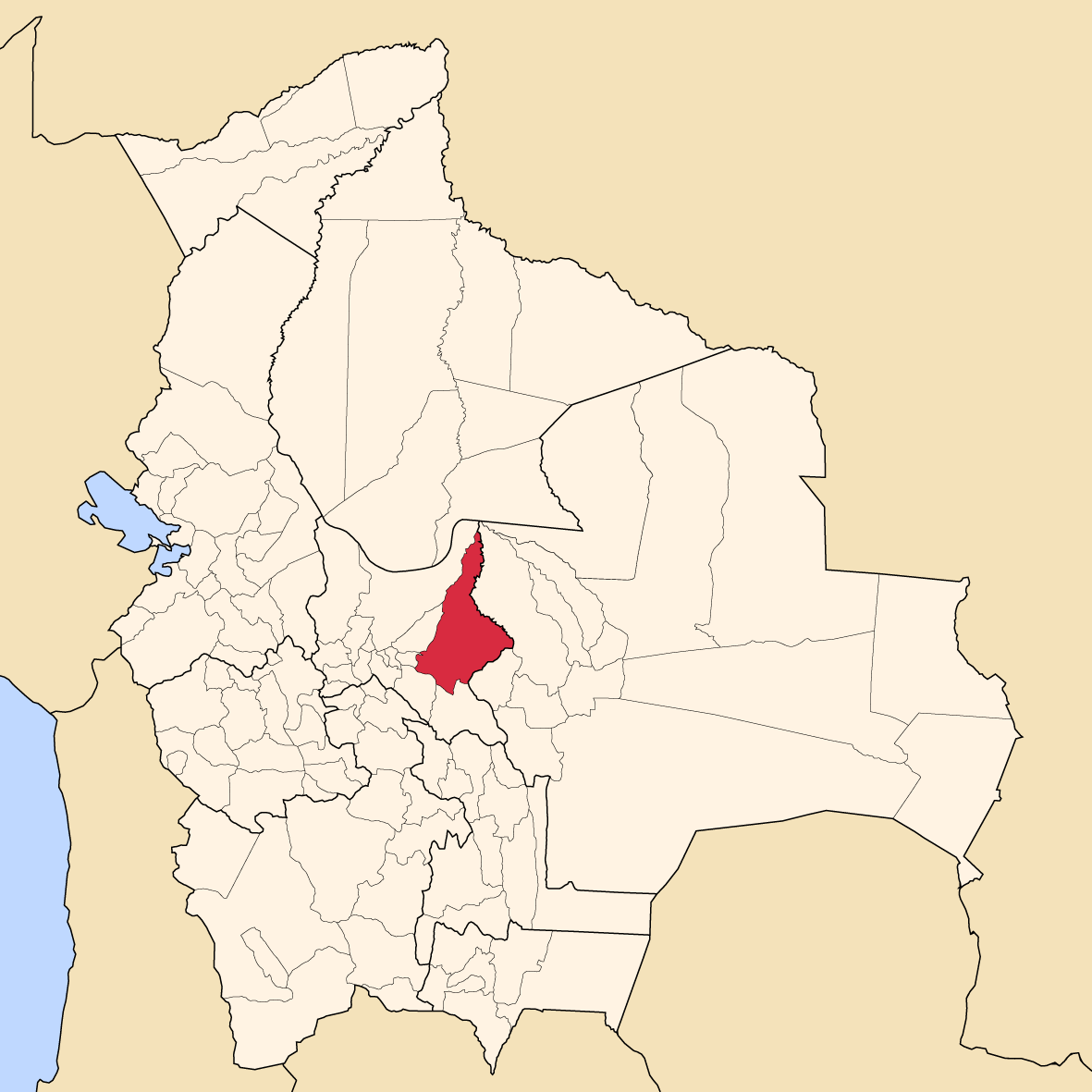

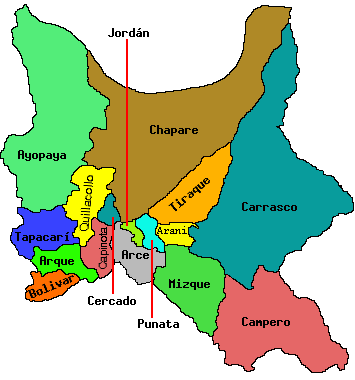

卡拉斯科县（西班牙語：Provincia de Carrasco），是玻利維亞的县份，位於該國中部，屬於科恰班巴省的一部分，县府設於托托拉，面積15,045平方公里，2001年人口116,205，人口密度每平方公里7.7人。